# De Aetatibus Mundi Imagines
De Aetatibus Mundi Imagines és un quadern de dibuix literari i pictòric. L'autor del manuscrit i pintor de les imatges va ser Francisco de Holanda qui ho va començar l'any 1545. S'allotja a la Biblioteca Nacional d'Espanya a Madrid amb el número de catàleg: bdh0000137315. Té en total 89 pàgines i a la portada en lletres majúscules i daurades hi ha la inscripció[GLORIA TIBI / IN OMNIBUS.
Francisco de Holanda va néixer i va morir a Lisboa (1517-1584) fill del també miniaturista Antonio de Holanda un immigrant neerlandès. Va ser un gran humanista que es va dedicar a diverses arts fent aportacions importants durant el renaixement tant a Espanya com a Portugal. L'any 1540 després d'haver recorregut gran part d'Itàlia, va abandonar Roma per tornar a Lisboa. Allà l'any 1540 va començar el llibre De Aetatibus Mundi Imaginis amb el que pretenia realitzar una crònica del món en sis edats, començant pels dibuixos dels set dies de la Creació, a on el relat del Gènesi es mescla amb les idees de Plató. El llibre, que consta de 164 dibuixos, sembla probable que el mateix Francisco de Holanda l'hi regalés a Felip II d'Espanya el 1582 a Lisboa, després de la seva proclamació com a rei de Portugal.
Per l'abril de 2016, el llibre «De Aetatibus Mundi Imaginis» va ser seleccionat com una de les quinze obres artístiques més importants d'Espanya pel projecte Europeana.